# ШФ Матерсбург
„Матерсбург“ (на немски: SV Mattersburg) е австрийски футболен клуб от град Хартберг, играещ в австрийската Бундеслига. Основан на 10 юни 1922 година. Домакинските си мачове играе на стадион „Папелщадион“, с капацитет 17 100 зрители.

## История
Клубът е основан в Австрия на 10 юни 1922 година. Домакинските си срещи играе на „Папелщадион“, с вместимост 17 100 зрители. Цветовете на отбора са зелено и бяло. До XXI века клубът играе в регионалните лиги, а подемът му започва през 2000 година, когато влиза в Първа лига. Дебютира във Висшата лига на Австрия през сезон 2003 – 04 година. През сезони 2005 – 06 и 2006 – 07 години клубът стига до финала купата на Австрия, което му позволява да участва две години в надпреварата за Купата на УЕФА .

## Успехи
- Първа лига:
  -  Шампион (2): 2002/03, 2014/15
- Регионална лига на Австрия:
  -  Шампион (1): 1999/00.

- Купа на Австрия:
  -  Финалист (2): 2005/06, 2006/07

## Участие в европейските клубни турнири
| Сезон   | Турнир       | Кръг | Страна    | Клуб           | Резултат |
| ------- | ------------ | ---- | --------- | -------------- | -------- |
| 2006/07 | Купа на УЕФА | Q2   | Полша     | Висла (Краков) | 1:2      |
| 2007/08 | Купа на УЕФА | Q1   | Казахстан | Актобе         | 4:3      |
|         |              | Q2   | Швейцария | Базел          | 1:6      |

- Q1 – 1 кръг
- Q2 – 2 кръг